# 托米·馬基寧
托米·馬基寧（芬蘭語：Tommi Antero Mäkinen，或译为迈基宁；1964年6月26日—），外號渦輪，芬蘭拉力賽車車手，出生於芬蘭小鎮普波拉（Puuppola，现为于韦斯屈莱的一部分）。馬基寧算是世界拉力錦標賽歷史上最成功的一位車手之一，曾與1996年至1999年世界拉力錦標賽期間，連續4年蟬聯車手冠軍寶座，並幫助三菱世界拉力車隊獲取1998年的車隊冠軍。

## 私人生活
馬基寧已婚，並育有2名子女，現居住地包括摩納哥及芬蘭城市于韋斯屈萊。

## 職業生涯
馬基寧的第一場分站賽勝利是在1994年的芬蘭千湖拉力賽中，即後來的納斯特拉力賽，座駕為福特Escort RS Cosworth，由於其出色的表現，隔年便得到了一份為三菱世界拉力車隊參賽的合同。
1996年在非洲的叢林拉力賽，阿根廷拉力賽及澳大利亞拉力賽中的勝出，為馬基寧第一次奪得世界拉力錦標賽車手世界冠軍奠定了殷實的基礎，並將其引入了職業生涯的最巔峰。他於1996年至1999年期間的4屆世界拉力錦標賽中，駕駛三菱Lancer Evolution，連續4年登頂車手冠軍寶座。三菱世界拉力車隊更在馬基寧及隊友理察·伯恩斯的努力下，奪取了1998年世界拉力錦標賽的車隊冠軍，這是三菱在世界拉力錦標賽的舞台上，唯一的一次大獲全勝。2000年賽季，雖然馬基寧在1月舉行的蒙地卡羅拉力賽中獲勝，但後期的比賽表現平平，被新近的芬蘭拉力賽車車手馬庫斯·格倫霍姆超越而無緣其生涯中的第五座車手世界冠軍獎杯。
2001年，馬基寧發揮依然出色，但其駕駛的三菱Lancer Evolution在科西嘉拉力賽中的一段山路上因失控而撞毀，導致與其默契合作多年的導航員里斯托·曼尼森麦基受重傷。與新領航員合作的馬基寧在之後的賽事中處於下風，其總積分落後轉投速霸陸世界拉力車隊的昔日隊友理察·伯恩斯，及1995年的車手冠軍科林·麥克雷而屈居第三。
2002年，馬基寧於速霸陸簽訂合約，以代替離開速霸陸世界拉力車隊而轉投標緻的理察·伯恩斯，並在蒙地卡羅拉力賽一戰中戰勝塞巴斯蒂安·勒布，獲得其職業生涯中的最後一次分站賽勝利。一年後，即2003年，馬基寧在英國拉力賽中獲取第三名後宣布退役。

## 外部連結
- Toyota Gazoo Razing （页面存档备份，存于）（英文）
- Tommi Mäkinen Racing Ltd. （页面存档备份，存于）